# The 21 Project
The 21 Project è il terzo album in studio del cantante statunitense Hunter Hayes, pubblicato nel 2015.

## Tracce
Disco 1
1. 21 – 3:15 (Dallas Davidson, Kelley Lovelace,  Ashley Gorley, Hunter Hayes)
2. Young and in Love – 3:50 (Hayes, Dave Barnes)
3. Saint or a Sinner – 3:10 (Hayes, Lori McKenna, Barry Dean)
4. Where It All Begins (featuring Lady Antebellum) – 3:33 (Hayes, Dave Haywood, Charles Kelley, Hillary Scott)
5. Suitcase – 3:46 (Hayes, Ross Copperman, Gorley)
6. The Trouble with Love – 3:57 (Hayes, McKenna)
7. I Mean You – 3:12 (Hayes, Jimmy Robbins, Gorley)

Disco 2
1. 21 (Acoustic) – 3:19
2. Young and in Love (Acoustic) – 4:15
3. Saint or a Sinner (Acoustic) – 3:09
4. Where It All Begins (Acoustic) – 3:46
5. Suitcase (Acoustic) – 5:24
6. The Trouble with Love (Acoustic) – 3:48
7. I Mean You (Acoustic) – 3:09

Disco 3
1. 21 (Live - Wheels Up 2015 Tour) – 4:01
2. Young and in Love (Live - Wheels Up 2015 Tour) – 3:52
3. Saint or a Sinner (Live - Wheels Up 2015 Tour) – 3:19
4. Where It All Begins (Live - Wheels Up 2015 Tour) – 3:54
5. Suitcase (Live - Wheels Up 2015 Tour) – 3:34
6. The Trouble with Love (Live - Wheels Up 2015 Tour) – 3:59
7. I Mean You (Live - Wheels Up 2015 Tour) – 3:25